# Abdul-Aziz Yakubu
Abdul-Aziz Yakubu (Tamale, 10 novembre 1998) è un calciatore ghanese, attaccante del Qingdao Xihaian in prestito dal Shimizu S-Pulse.

## Carriera
Cresciuto nelle giovanili di Red Bull Ghana e Charity Stars in Ghana, nel 2016 approda in Europa ai portoghesi del Vizela, che lo aggregano proprio al settore giovanile. Debutta in prima squadra il 23 aprile 2017, disputando l'incontro di Segunda Liga perso per 0-1 contro il Fafe. Nel 2018 viene ceduto in prestito al Vitória Guimarães, con cui esordisce in Primeira Liga il 12 maggio 2019, nell'incontro vinto per 5-1 contro il Belenenses. Al termine della stagione, viene riscattato dai Vimaranenses. Il 22 luglio 2020 passa in prestito per una stagione all'Estoril Praia, contribuendo alla promozione in prima divisione. Il 31 luglio 2021 viene acquistato a titolo definitivo dal Rio Ave, con cui vince il campionato cadetto e ottiene la seconda promozione (nonché titolo) di fila in questa categoria. Realizza la sua prima rete nella prima divisione portoghese il 19 agosto 2022, nel pareggio per 2-2 contro la sua ex squadra dell'Estoril Praia, mentre il 28 agosto successivo mette a segno una doppietta nella vittoria per 3-1 ai danni del Porto.

## Statistiche

### Presenze e reti nei club
Statistiche aggiornate al 30 novembre 2024.
| Stagione        | Squadra             | Campionato      | Campionato | Campionato | Coppe nazionali | Coppe nazionali | Coppe nazionali | Coppe continentali | Coppe continentali | Coppe continentali | Altre coppe | Altre coppe | Altre coppe | Totale | Totale |
| Stagione        | Squadra             | Comp            | Pres       | Reti       | Comp            | Pres            | Reti            | Comp               | Pres               | Reti               | Comp        | Pres        | Reti        | Pres   | Reti   |
| --------------- | ------------------- | --------------- | ---------- | ---------- | --------------- | --------------- | --------------- | ------------------ | ------------------ | ------------------ | ----------- | ----------- | ----------- | ------ | ------ |
| 2016-2017       | Vizela              | LdH             | 1          | 0          | CP+CdL          | -               | -               |                    | -                  | -                  |             | -           | -           | 1      | 0      |
| 2017-2018       | Vizela              | CdP             | 15         | 2          | CP              | 1               | 1               |                    | -                  | -                  |             | -           | -           | 16     | 3      |
| Totale Vizela   | Totale Vizela       | Totale Vizela   | 16         | 2          |                 | 1               | 1               |                    | -                  | -                  |             | -           | -           | 17     | 3      |
| 2018-2019       | Vitória Guimarães B | LdH             | 28         | 12         |                 | -               | -               |                    | -                  | -                  |             | -           | -           | 28     | 12     |
| 2018-2019       | Vitória Guimarães   | PL              | 1          | 0          | CP+CdL          | 0               | 0               |                    | -                  | -                  |             | -           | -           | 1      | 0      |
| 2020-2021       | Estoril Praia       | LdH             | 28         | 12         | CP+CdL          | 5+1             | 3+0             |                    | -                  | -                  |             | -           | -           | 34     | 15     |
| 2021-2022       | Rio Ave             | LdH             | 33         | 11         | CP+CdL          | 5+1             | 3+1             |                    | -                  | -                  |             | -           | -           | 39     | 15     |
| 2022-mar. 2023  | Rio Ave             | PL              | 17         | 7          | CP+CdL          | 0+1             | 0+2             |                    | -                  | -                  |             | -           | -           | 18     | 9      |
| 2023            | Wuhan San Zhen      | SL              | 23         | 15         | CC              | 2               | 2               | ACL                | 6                  | 1                  | SC          | 1           | 1           | 31     | 19     |
| gen.-lug. 2024  | Rio Ave             | PL              | 16         | 6          | TdP+TdL         | 0               | 0               |                    | -                  | -                  |             | -           | -           | 16     | 6      |
| Totale Rio Ave  | Totale Rio Ave      | Totale Rio Ave  | 66         | 24         |                 | 7               | 6               |                    | -                  | -                  |             | -           | -           | 73     | 30     |
| ago.-dic. 2024  | Shimizu S-Pulse     | J2              | 6          | 3          | CG+CdL          | 0               | 0               |                    | -                  | -                  |             | -           | -           | 6      | 3      |
| 2025            | Shimizu S-Pulse     | J1              | 0          | 0          | CG+CdL          | 0               | 0               |                    | -                  | -                  |             | -           | -           | 0      | 0      |
| Totale carriera | Totale carriera     | Totale carriera | 168        | 68         |                 | 16              | 12              |                    | 6                  | 1                  |             | 1           | 1           | 190    | 82     |

## Palmarès

### Club

#### Competizioni nazionali
- Segunda Liga: 2

Estoril Praia: 2020-2021
Rio Ave: 2021-2022